# چهارطاقی قطب‌آباد
چهارطاقی علویه بنایی با قدمت تاریخی از دوره ساسانیان است. چهارطاق در فاصله ۱۲ کیلومتری مرکز بخش، در اطراف روستای باباعرب (علویه) و بر روی تپه‌ای واقع شده‌است و با شماره ثبتی ۹۸۸ در تاریخ ۲ مهر ۱۳۵۳ به ثبت آثار ملی رسیده‌است.
این بنا از سنگ و ساروج ساخته شده و به عنوان آتشکده مورد استفاده قرار می‌گرفته‌است.